# Ed McBain
Salvatore Albert Lombino (Nova Iorque, 15 de Outubro de 1926 — Weston, Connecticut, 6 de Julho de 2005) mais conhecido pelo pseudônimo Ed Mcbain (e os outros:  Evan Hunter, Richard Marsten, Hunt Collins, Curt Cannon e Ezra Hannon), foi um prolífico escritor e argumentista norte-americano, escrevendo mais de 50 livros.

## Biografia
Ed McBain, cujo nome verdadeiro é Salvatore A. Lombino, nasceu a 15 de Outubro de 1926 em Nova Iorque. Estudou no Hunter College e teve vários empregos: tocou piano numa banda de jazz, leccionou em escolas secundárias e trabalhou na agência literária Scott Meredith, em Nova Iorque.
Em 1949 casou-se com Anita Melrick de quem teve três filhos. Em 1973 casou com Mary Vann Finley. Em 1957 recebeu o prémio Edgar Allan Poe dos Mystery Writers af America e o Grand Master em 1985.
Faleceu vítima de cancro/câncer da laringe em 2005, aos 78 anos de idade, em Weston, Connecticut.

## Obra literária
Salvatore A. Lombino escreveu centenas de livros e argumentos, todos sob a identidade de pseudónimos. Em 1952 veio mesmo a adotar legalmente o nome Evan Hunter. O seu mais famoso pseudónimo, Ed McBain, foi usado pela primeira vez em 1956  ao escrever o primeiro livro de uma série famosa: Os Mistérios da 87ª Esquadra (Delegacia no Brasil).
O seu romance mais famoso, The Blackboard Jungle, editado em 1954, é uma história de violência passada numa escola secundária de Nova Iorque e foi adaptado ao cinema no ano seguinte. Vários dos seus filmes acabaram por ser adaptados ao cinema. Depois de Strangers When We Meet, (1958) e de A Matter of Conviction, (1959, filme intitulado nos EUA: The Young Savages) se terem tornado best-sellers, McBain escreveu o argumento para ambos (1960-61), bem como para The Birds (filme) (Os Pássaros, em Portugal e no Brasil) de Alfred Hitchcock (1962), entre outros.
McBain escreveu vários romances sobre as tensões familiares entre gerações, incluindo Mothers and Daughters (1961), Last Summer (1968, levado ao cinema em 1969), Sons (1969) e Streets of Gold (1974). Quase todos os livros escritos sob o pseudónimo de Ed McBain são histórias policiais, cuja acção decorre na 87ª esquadra de uma "grande cidade má", de nome Isola, muito parecida com Nova Iorque. Incluem, entre outros, Cop Hater: an 87th Precinct Mystery Novel (1956, no cinema em 1958), Fuzz (1968, no cinema em 1972), Widows (1991) e Mischief (1993).
Também escreveu histórias infantis e peças de teatro.

## Títulos publicados sob o pseudónimo de Ed McBain

### Romances
- Morte de uma enfermeira - Death of a nurse (1964)

Publicado originalmente em 1955 como Murder in the Navy sob o pseudónimo de Richard Marsten
- The big fix (1952)
- The april Robin murders (1958)
- The sentries (1965)
- Where there's smoke (1975)
- Guns (1976)
- Another part of the city (1986)
- Downtown (1991)
- Driving lessons (2000)
- The gutter and the grave (2005)

Edição revista de I'm cannon - For hire, publicado originalmente sob o pseudónimo de Curt Cannon

### Romances policiais

#### The 87th Precinct Mysteries (Os Mistérios da 87ª Esquadra)
- Ódio mortal - Cop Hater (1956)
- O homem dos óculos escuros - The mugger (1956)
- The pusher (1956)
- O caso das mulheres tatuadas ou O vigarista - The con man (1957)
- Killer's choice (1957)
- Killer's payoff (1958)
- Esta noite matarei a lady - Lady killer (1958)
- Killer's wedge (1959)
- Til death (1959)
- King's ransom (1959)
- Give the boys a great big hand (1960)
- O terror vem pelo telefone - The heckler (1960)
- See them die (1960)
- Lady, lady i did it (1961)
- The empty hours (1962)
- Like love (1962)
- Ten plus one (1963)
- Um corpo no porão - Ax (1964)
- He who hesitates (1964)
- Doll (1965)
- 80 million eyes (1966)
- Fuzz (1968)
- Shotgun (1969)
- Jigsaw (1970)
- Um dia no districto - Hail, hail the gang's all here (1971)
- Let's hear it for the deaf man (1972)
- Sadie when she died (1972)
- Hail to the chief (1973)
- Bread (1974)
- Blood relatives (1975)
- So long as you both shall live (1976)
- Long time no see (1977)
- Calipso - Calypso (1979)
- Fantasmas - Ghosts (1980)
- Heat (1981)
- Sangue e gelo - Ice (1983)
- Os crimes do relâmpago - Lightning (1984)
- Oito cavalos negros - Eight black horses (1985)
- Poison (1987)
- Tricks (1987)
- McBain's ladies (1988)
- Balada Lullaby (1989)
- Vespers (1990)
- Viúvas : romance do 87º Distrito Policial - Widows (1991)
- McBain's ladies, too (1992)
- Beijo - Kiss (1992)
- Mischief (1993)
- And all through the house (1994)
- Romance (1995)
- Nocturne (1997)
- Metrópole do medo: um romance do 87º distrito policial - The big bad city (1999)
- A última dança - The last dance (2000)
- Grana, grana, grana: um romance do 87° DP - Money, money, money (2001)
- Fat Ollie's book (2002)
- The frumious bandersnatch (2003)
- Hark! (2004)
- Fiddlers (2005)

#### The Matthew Hope Mysteries (Os Mistérios de Matthew Hope)
- Goldilocks (1977)
- Rumpelstiltskin (1981)
- Beauty & The Beast (1982)
- Jack e o pé de feijão - Jack & The Beanstalk (1984)
- Snow White & Red Rose (1985)
- Cinderella (romance) (1986)
- Puss in Boots (1987)
- The House that Jack Built (1988)
- Three Blind Mice (1990)
- Mary, Mary (1992)
- There was a little girl (1994)
- Gladly the cross-eyed bear (1996)
- The Last Best Hope (1998)

#### The Woman in Jeopardy Mysteries (Os Mistérios da Mulher em Perigo)
- Alice in Jeopardy (2005)
- Becca in Jeopardy

Quase completo por ocasião da sua morte. Terminado por terceiros e com publicação ainda indeterminada.

## Títulos publicados sob o pseudónimo de Evan Hunter

### Romances
- The Evil Sleep! (1952)
- Don't Crowd Me (1953)
- The Blackboard Jungle (1954)
- Second Ending (1956)
- Strangers When We Meet (1958)
- A Matter of Conviction (1959)
- Mães e Filhas - no original Mothers And Daughters (1961)
- Buddwing (1964)
- The Paper Dragon (1966)
- A Horse's Head (1967)
- Brasil: O Último Verão / Portugal: No Último Verão - no original Last Summer (1968)
- Sons (1969)
- Nobody Knew They Were There (1971)
- Every Little Crook And Nanny (1972)
- Come Winter (1973)
- Streets Of Gold (1974)
- O pioneiro - no original The Chisholms: A Novel Of The Journey West (1976)
- Walk Proud (1979)
- Love, Dad (1981)
- Far From The Sea (1983)
- Lizzie (1984)
- Criminal Conversation (1994)
- Privileged Conversation (1996)
- The Moment She Was Gone (2002)

### Contos
- The Jungle Kids (1956)
- On The Sidewalk Bleeding (1957)
- The Last Spin & Other Stories (1960)
- Happy New Year, Herbie (1963)
- The Easter Man And Six Stories (1972)
- Seven (1972)
- The McBain Brief (1982)
- The Best American Mystery Stories (2000)
- Barking at Butterflies & Other Stories (2000)
- Running from Legs (2000)

### Peças para teatro
- The Easter Man (1964)
- The Conjuror (1969)

### Argumentos para cinema
- Strangers When We Meet (1960)
- The Birds (1963)
- Fuzz (1972)
- Walk Proud (1979)
- King's Ransom (romance) foi adaptado e realizado como "High and Low" por Akira Kurosawa

### Argumentos para televisão
- The Chisholms (1979)
- The Legend Of Walks Far Woman (1980)
- Dream West (1986)

### Livros infantis
- Find The Feathered Serpent (1952)
- The Remarkable Harry (1959)
- The Wonderful Button (1961)
- Me And Mr. Stenner (1965)

### Autobiográficos
- Me & Hitch! (1997)

## Títulos publicados sob outros pseudónimos

### Como Curt Cannon
- Deadlier than the Mail (1953)
- Good Deal (1953)
- Dead Men Don't Scream (1958)
- The Death of Me (1958)
- Die Hard (1958)
- I'm Cannon - For Hire (1958)
- Now Die in It (1958)
- I Like 'Em Tough (1958)

### Como Richard Marsten
- Danger: Dinosaurs! (1953)
- Rocket To Luna! (1953)
- Runaway Black! (1954)
- Murder in the Navy (1955)

Reeditado em 1964 como Death of a Nurse sob o pseudónimo de Ed McBain
- Vanishing Ladies! (1957)
- The Spiked Heel! (1957)
- Even The Wicked! (1958)
- Big Man! (1959)

### Como Hunt Collins
- Cut Me In (1954)
- Tomorrow's World (1956)
- Tomorrow And Tomorrow (1957)
- Sucker (1958)

### Como Ezra Hannon
- Doors (romance) (1975)

### Como John Abbott
- Scimitar (1992)